# Península Hurd

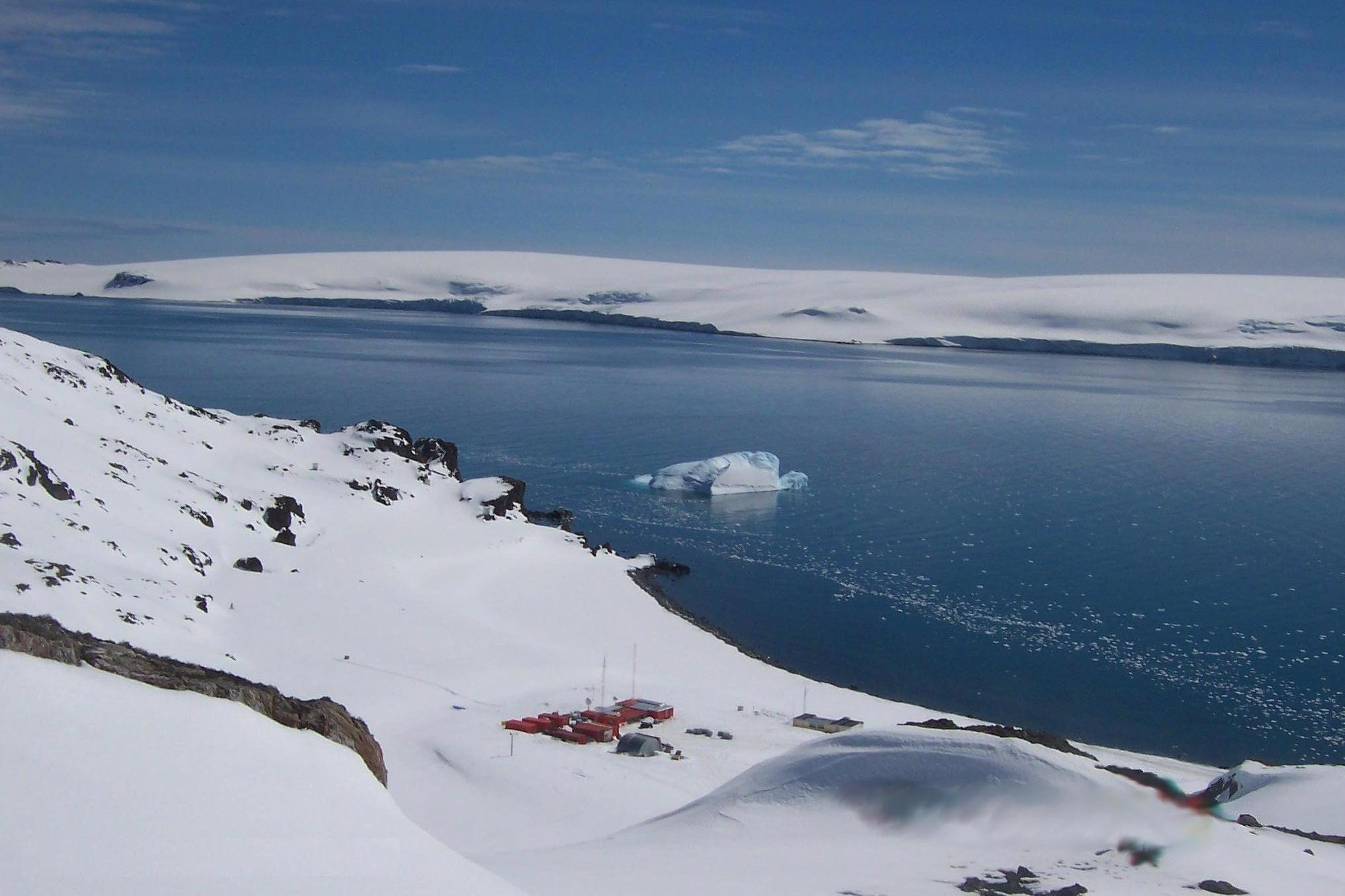
Fotografía de la base española Juan Carlos I tomada desde el monte Reina Sofía. Al fondo bahía Sur.

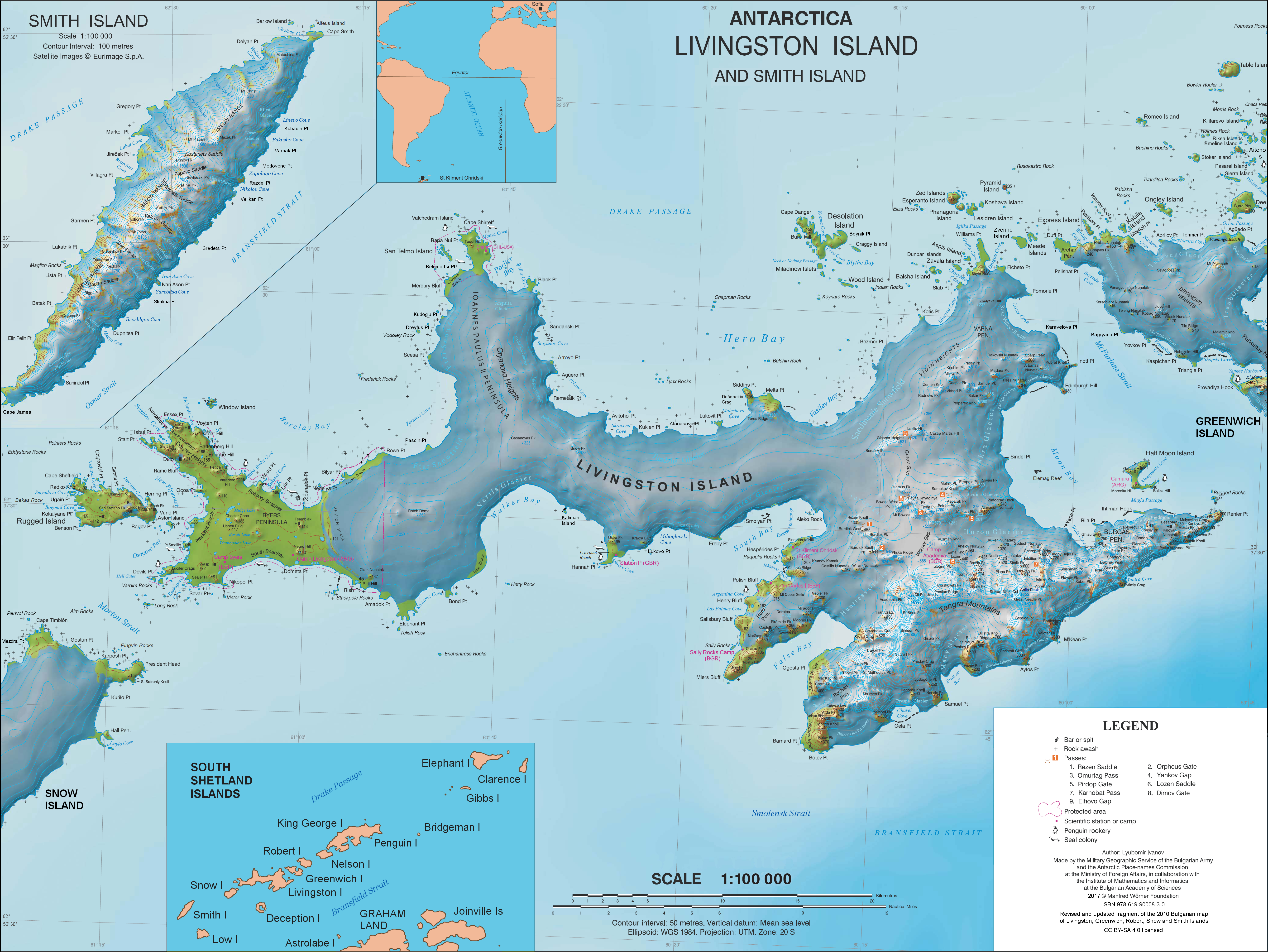
Mapa de la isla Livingstone.

La península Hurd se encuentra situada en la costa sur de la isla Livingston, en el archipiélago de las islas Shetland del Sur, en el océano Antártico. Recibe su nombre en honor del capitán de la armada británica Thomas Hurd (1747-1823). Tiene una extensión de 28 km², la altura máxima es el pico Moores a 407 m s. n. m.

## Localización
Se encuentra entre la bahía Sur y la bahía Falsa. El punto central está situado en las coordenadas 62°40′33″S 60°21′59″O / -62.67583, -60.36639. El extremo de la península recibe el nombre de Miers Bluff 62°43′12.3″S 60°26′11.3″O / -62.720083, -60.436472 y está a 21 km de distancia de isla Decepción.

## Bases

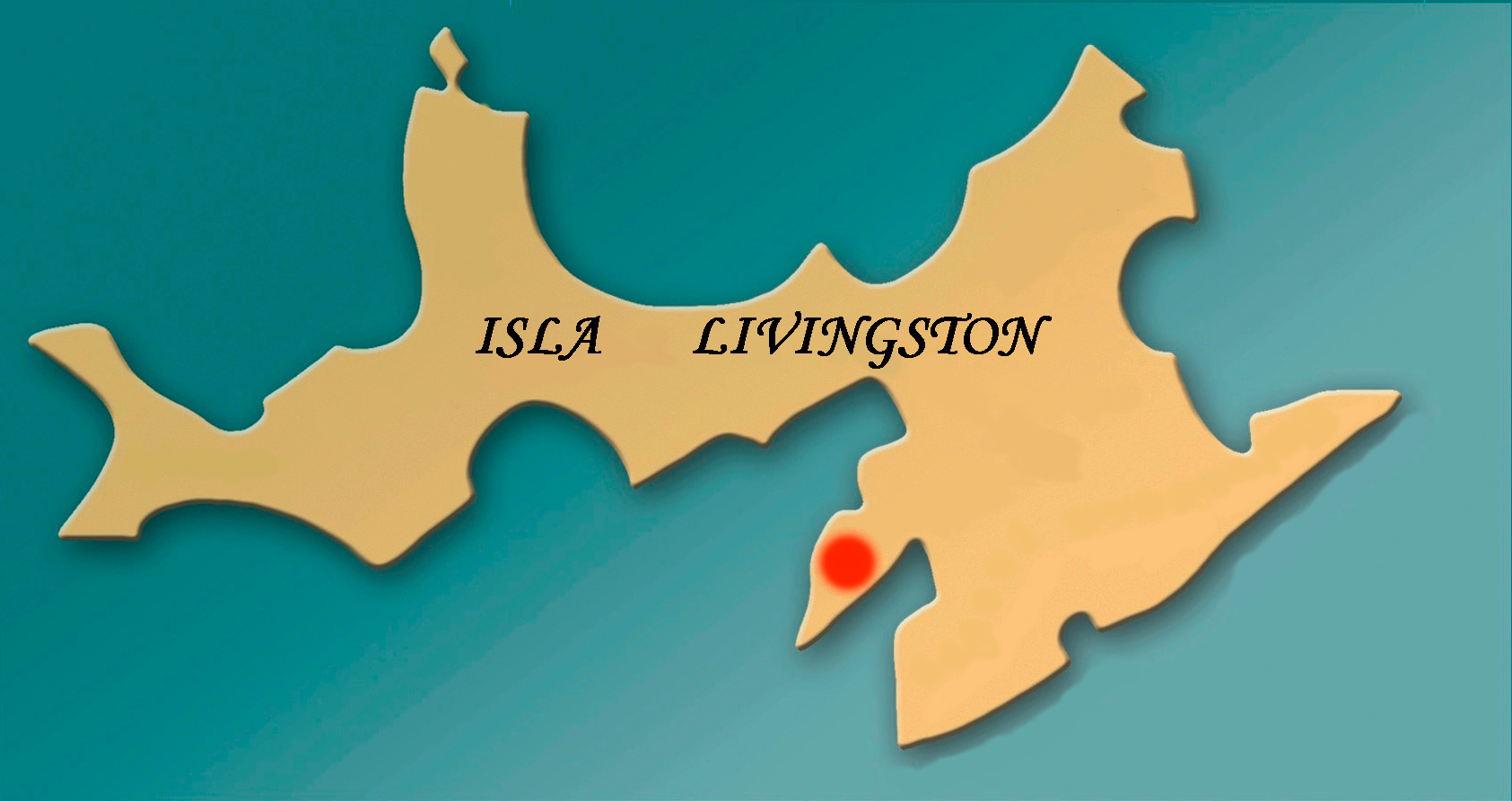
Ubicación de la península Hurd en la isla Livingston

En la península están ubicadas dos bases de investigación que solo están habitadas durante el verano antártico:
- Base Antártica Juan Carlos I. Pertenece a España, está situada a 40 metros de la costa y a 12 metros de altura, cuenta con una superficie de 346 m² y capacidad máxima para 19 personas. En sus proximidades se encuentra el Monte Reina Sofía 62°39′46″S 60°23′20″O / -62.66278, -60.38889 de 275 metros de altura.[2]
- Base San Clemente de Ohrid de Bulgaria.  Se encuentra a 2,7 km al norte de la base española. Sus instalaciones cuentan desde 2003 con la capilla San Juan de Rila de la Iglesia ortodoxa búlgara. Esta capilla fue visitada por el presidente búlgaro Georgi Parvanov el 15 de enero de 2005.[3][4]

## Glaciares
El casquete de hielo que cubre gran parte de la península Hurd tiene una extensión de 13,5 km². En el hielo de los glaciares pueden observarse vetas y depósitos de material negro que son cenizas volcánicas procedentes de las erupciones del volcán situado en isla Decepción que dista unos 30 km del punto central de la península. 
- Glaciar Johnsons. Mide 1.8 km de largo y alcanza los 2.3 km de ancho. Tiene una superficie de 5,36 km². Termina en el mar en Johnsons Cove, con un frente de hielo que alcanza los 50 metros de altura y una longitud de 570 metros a lo largo de la costa.
- Glaciar  Hurd. Tiene una superficie de 4,03 km². Termina en tres lenguas que se llaman Argentina, Las Palmas y Sally Rocks, sin alcanzar el mar.

La media de espesor del hielo en  el año 2000 fue de 93,6 metros, siendo el espesor máximo de 200 metros en el glaciar Hurd y 160 metros en el glaciar Johnsons.

## Picos

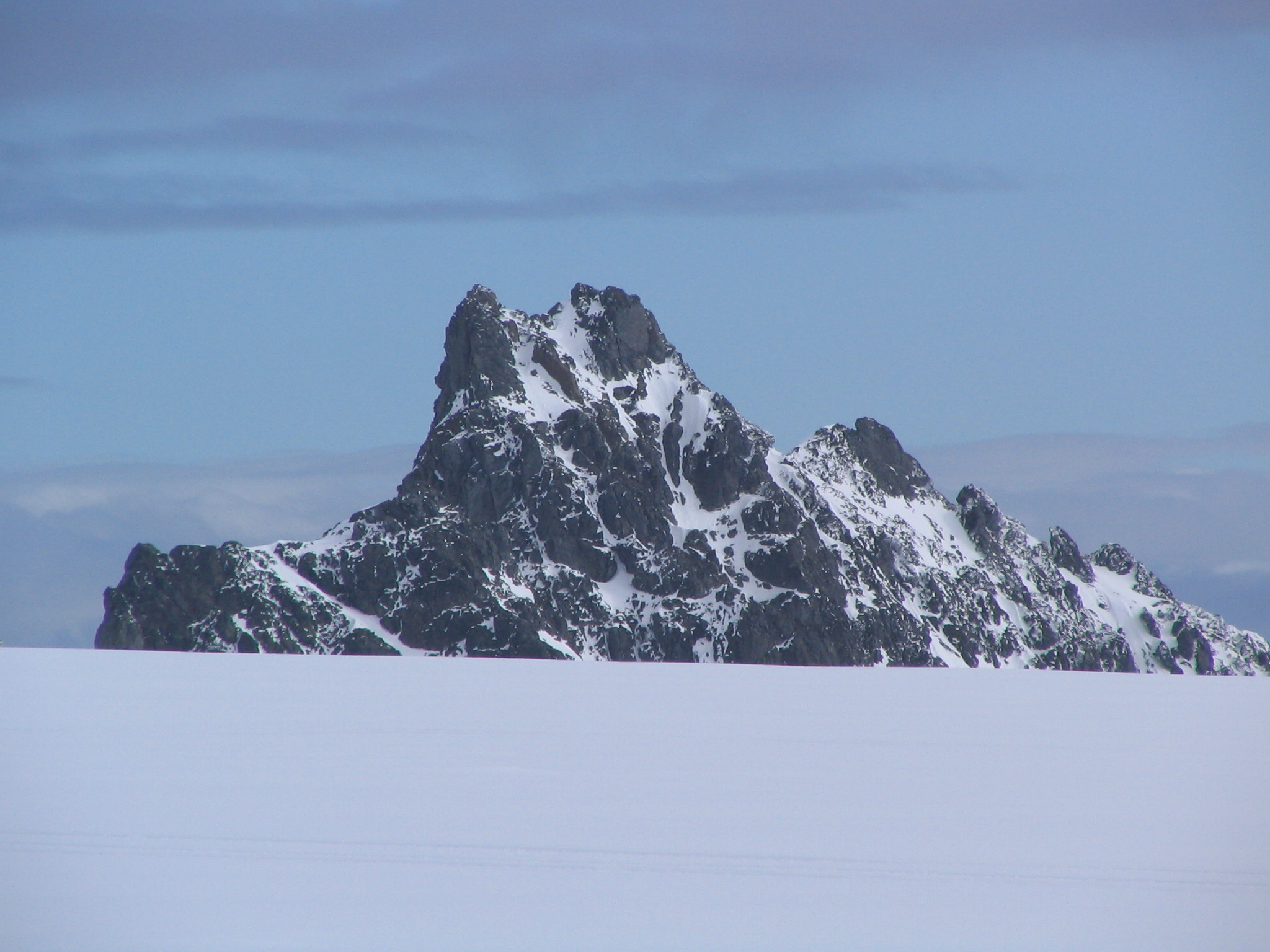
Pico Castellvi

- Pico Binn que alcanza los 392 metros de altura. Recibe su nombre por el capitán británico T. Binn que a bordo del buque Minerva visitó las islas Shetlands del Sur en 1820-1821. Está situado en las coordenadas 62°43′02″S 60°25′29.3″O / -62.71722, -60.424806.
- Pico Castro de 306 metros. Recibe su nombre por el montañero español Vicente Castro que formó parte del grupo que realizó el primer ascenso a la montaña en el periodo 2003-2004. Coordenadas 62°42′19″S 60°23′54″O / -62.70528, -60.39833.
- Pico MacGregor. Alcanza los 350 metros de altura, está situado al sur de la península a 710 metros al suroeste del  pico Castellvi y 2830 al oeste-suroeste del pico Moores. Recibe su nombre en honor del capitán Christopher MacGregor, que al mando del buque británico Minstrel visitó las islas Shetlands del Sur en 1820-21. Coordenadas 62°41′50″S 60°23′46″O / -62.69722, -60.39611.
- Pico Castellvi. Alcanza los 350 metros de altura.  Recibe su nombre en honor de la oceanógrafa española Josefina Castellví. Está situado en las coordenadas 62°41′34″S 60°23′10.0″O / -62.69278, -60.386111.
- Pico Pirámide de 366 metros de altura. Está situado en las coordenadas 62°41′20.6″S 60°21′42.5″O / -62.689056, -60.361806.
- Pico Svelten de 300 metros. Está ubicado en las coordenadas 62°41′30″S 60°21′20″O / -62.69167, -60.35556.
- Pico Moores. Con 407 metros es la máxima altura de la península Hurd. Debe su nombre a Prince B. Moores que como capitán del barco George Porter visitó las islas Shetland del Sur en 1821-22. Está ubicado en las coordenadas 62°41′21″S 60°20′37″O / -62.68917, -60.34361, 880 metros al suroeste de Mirador Hill.
- Mirador Hill de 307 metros. Está ubicado en las coordenadas 62°40′53.4″S 60°20′23″O / -62.681500, -60.33972.
- Pico Napier de 308 metros de altura. Recibe su nombre por el capitán William Napier que a bordo del buque Venus visitó las islas Shetlands del Sur en el periodo 1820-21. Está ubicado en las coordenadas 62°40′17.4″S 60°19′30.5″O / -62.671500, -60.325139.
- Monte Reina Sofía de 275 metros, nombrado en honor de la Reina Sofía de España. Está ubicado en las coordenadas 62°39′46″S 60°23′20″O / -62.66278, -60.38889.

## Accidentes geográficos de la costa

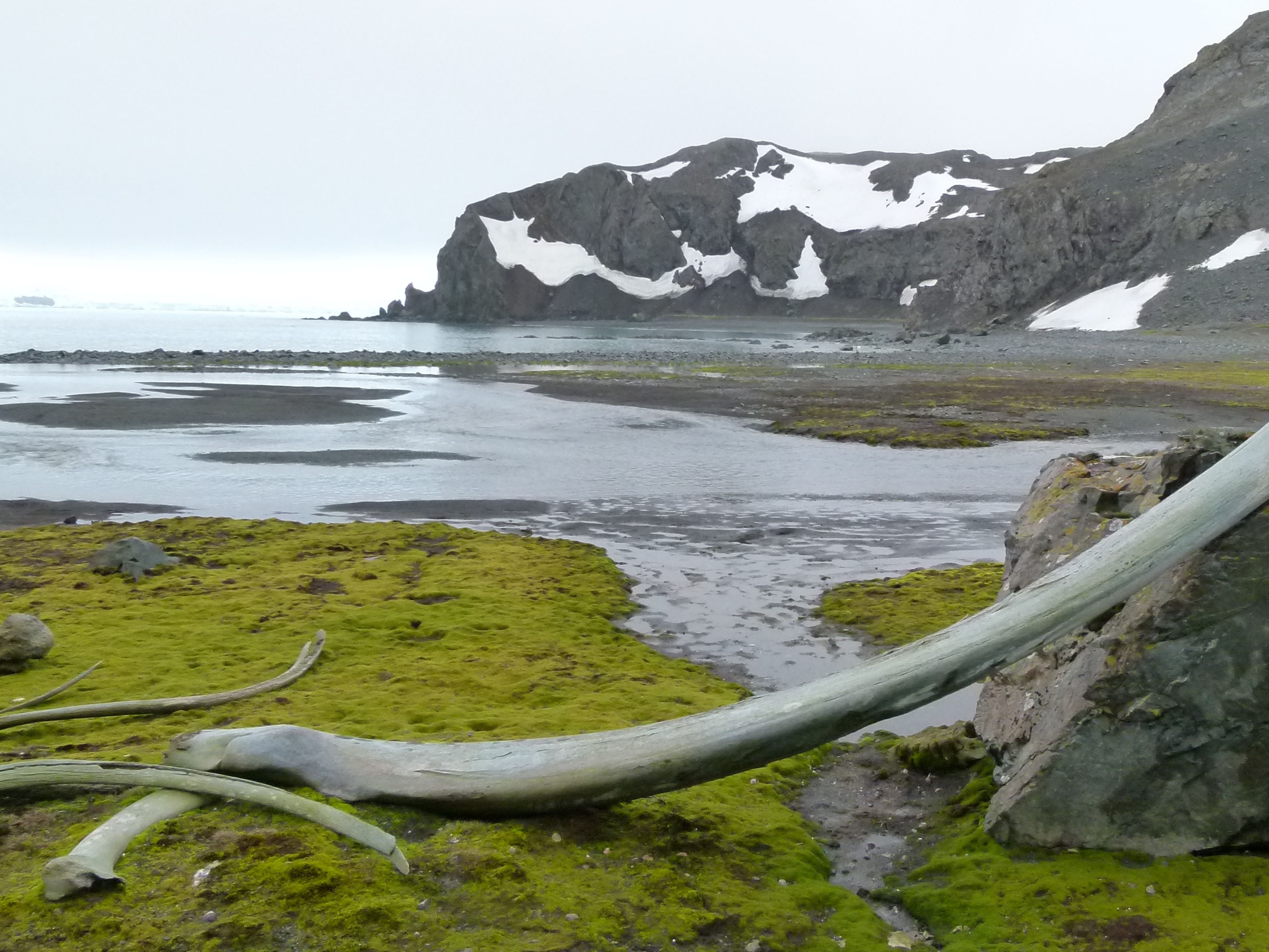
Polish-Bluff

- Punta polaca (Polish Bluff).
- Argentina Cove
- Henry Bluff
- Las Palmas Cove
- Salisbury Bluff
- Sally Rocks
- Miers Bluff

## Cartografía
- Servicio Geográfico del Ejército, 1991. Isla Livingston: Península Hurd. Mapa topográfico a escala 1:25000. Madrid: Servicio Geográfico del Ejército.
- L.L. Ivanov et al. Antarctica: Livingston Island and Greenwich Island, South Shetland Islands. Escala 1:100000, mapa topográfico. Sofia: Antarctic Place-names Commission of Bulgaria, 2005.